# シャザム! (映画)
『シャザム!』（Shazam!）は、DCコミックスの同名のスーパーヒーローをベースとする、2019年のアメリカのスーパーヒーロー映画。監督はデヴィッド・F・サンドバーグ、脚本はヘンリー・ゲイデン、出演はザッカリー・リーヴァイ、マーク・ストロング、アッシャー・エンジェルら。『DCエクステンデッド・ユニバース』の7作目。

## あらすじ
1974年のクリスマス、兄とともに父が運転する車に乗っていたサデウス・シヴァナは、突如謎の宮殿「永遠の岩（ロック・オブ・エターニティ）」に召喚される。「永遠の岩」に住む魔術師シャザムから、彼の後継者となることを提案されるが、そこに封印されていた七つの大罪の魔物に唆されたため、勇者となる資格がないと判断され、現実世界に引き戻される。車中に戻ったサデウスと兄が言い争ったことで父が運転を誤り、交通事故に遭い、兄に「お前のせいだ」と罵られたサデウスは、玩具の占いボールに浮かび上がった「我らを見つけろ」というメッセージを目にする。
現代。幼い頃に母親と離れ離れになり、孤児となったビリー・バットソンは、新たな里親バスケス夫妻が運営するグループホームに入居する。そこには足が不自由なフレディ、抱き付き癖のあるダーラ、大学進学を控えたメアリー、ゲーマーのユージーン、無口なペドロという少年少女も住んでいた。母親に会いたい一心で家出を繰り返すビリーは、ここでもまた馴染もうとはしなかった。
壮年となったサデウスは、父の経営する会社がスポンサーをしている研究所を使い、集団ヒステリー調査の名目でかつての自分のようにシャザムに召喚された人々について研究していた。「永遠の岩」に行く方法を発見したサデウスは再び「永遠の岩」へ行き、魔物たちの力の源である魔法の目を封印から解き放ち、魔物たちの力を得る。老いたシャザムは、勇者となる素質を持った人間を探し始める。
フレディたちと学校に通い始めたビリーは、フレディがいじめっ子に暴行される現場に出くわす。最初は無視していたビリーだったが、いじめっ子が「お前に母親はいない」とフレディを罵ったのを聞き、いじめっ子に殴り掛かる。いじめっ子から逃れ、地下鉄に乗ったビリーは「永遠の岩」に召喚され、スーパーヒーロー・シャザムへの変身能力を与えられる。変身が解けないまま現実世界へ戻ったビリーは、ヒーローオタクであるフレディに助力を求める。二人はシャザムの超能力を試しながら、「シャザム！」と唱えることで元の姿に戻ることを偶然発見する。自在に変身できることを知った2人は、動画共有サイトへアップロードしたり、悪人を退治したり、色々な悪戯をしたりとシャザムの能力を楽しみ始める。
魔物の力を得たサデウスは、父の会社の役員会議を強襲し、父と兄を含めた役員たちを虐殺する。そして「新たな勇者が生まれた」という魔物の進言を聞き、その力を得るため、シャザムを探し始める。
一方、シャザムの力を楽しんでいたビリーとフレディだったが、フレディがいじめっ子たちに「スーパーヒーローは自分の親友だ。明日会わせてやる」と宣言したことから、学校では目立ちたくないというビリーといじめっ子を見返したいフレディの間ですれ違いが生じ、二人は喧嘩別れになる。翌日ビリーは学校をサボり、スーパーヒーローが来なかったことでフレディは辱めを受ける。一方、街で超能力を披露していたビリーは、誤ってバスを事故に遭わせてしまう。何とか運転手と乗客を助けたビリーだったが、駆け付けたフレディにマッチポンプ同然の行いを責められまたも言い争いになる。そこに現れたサデウスと戦闘になったビリーは一方的に打ちのめされて戦意を喪失。変身解除のどさくさに紛れ、何とか危機を脱する。
グループホームに戻ったビリーを、里親たちが叱ったあと、メアリーたちが「ビリーの母親を見つけた」と告げる。急いで母親の元へ行くビリーだったが、母親は既に再婚しており、またビリーと離れ離れになったのも、若い身空で夫と離婚し、ビリーを育てなければならないというプレッシャーから逃げるためだったことが分かる。気落ちするも、母親の今の生活を壊すまいと帰路につくビリーに、フレディのスマートフォンを使ったサデウスから「戻ってこい」との電話がかかってくる。
変身し、ホームに戻ったビリーを、魔物でフレディたちを監禁したサデウスが迎える。サデウスの脅迫に屈し、ビリーは彼とともに「永遠の岩」へ向かう。サデウスと魔物に取り囲まれるビリーだが、フレディたちの助けで「永遠の岩」を脱し、現実世界へと戻る。クリスマスのイベントが行われている公園に逃げ込んだビリーたちをサデウスと魔物が襲い、またもフレディたちが人質に取られてしまう。魔術師シャザムの言葉を思い出したビリーが、フレディたちにシャザムの杖を持たせ「シャザム！」と叫ばせると、フレディたちもまたスーパーヒーローへと変身した。力を合わせてサデウスを撃退し、魔物たちを封印したビリーたちは、「永遠の岩」を自分たちの隠れ家にすることにした。
母親との別れ、そして戦いを経て、前向きになったビリーは、ホームでの生活を受け入れ、フレディたちと家族になることを決意する。そして、変身したビリーが来なかったことで嘘吐き呼ばわりされ、学校で独り昼食を取っていたフレディの元に、ビリーが変身した状態で現れ、彼の名誉を挽回する。そしてもう一人、ビリーが「友人」だと言って連れてきた、胸に「S」のマークをつけた人物を見て、フレディは驚きの声を上げるのだった。
ミッドクレジットには、魔物の力を奪われ、投獄されたサデウスのもとに、かつて「永遠の岩」のガラス瓶の中で飼われていた芋虫であるミスター・マインドが現れ、謎めいたメッセージを告げるシーンが差し込まれる。エンドクレジット後、ビリーとフレディが、金魚と話す能力があるか試すシーンで映画は終わる。

## 登場人物・キャスト
ビリー・バットソン
演 - アッシャー・エンジェル
本作の主人公。14歳。
幼い頃に母親と別れて以来、孤児として育った。里親を信用せず、23回も家出をし、その度に新しい里親へたらい回しにされている。母親を見つけるため、バットソン姓の女性を探しており、パトカーのコンピュータを覗き見るなど、違法な行動も辞さない。後に、魔術師シャザムから勇者に選ばれてシャザムの力を授かり、自身の運命と向き合っていくこととなる。
シャザム
演 - ザッカリー・リーヴァイ
主人公のビリー・バットソンがシャザムの力で超人的な能力を持ったヒーローに変身した姿。同時に、七つの大罪の魔物が封印されている宮殿の魔術師の称号であり、その名前と力は代々受け継がれてきた。
「シャザム！」と唱えると、胸に黄色く発光する稲妻の紋章がある赤いスーツと白いフード付きマントを着た大人の姿に変身し、6人の神々の力（ソロモンの叡智、ヘラクレスの剛力、アトラスの体力、ゼウスの全能、アキレスの勇気、マーキュリーの神速）を発揮できる。変身しても自身の能力が自動的に理解できるわけではなく、ビリーはフレディと協力しながら、どのようなことができるかを試していった。
劇中では、ビリーとフレディは「シャザム」を変身の呪文、魔術師シャザムの名前としか認識しておらず、また口に出すと変身が解除されてしまうので、ビリーが変身した姿としての名前としては彼とフレディが考えたその場その場での適当な名称を使っている。
幼いビリー
演 - デヴィッド・コールスミス
Dr.サデウス・シヴァナ
演 - マーク・ストロング
本作のヴィラン。
シヴァナ社の社長を父に持つが、幼い頃から父や兄から「嘘吐き」呼ばわりされて育ったため、家族仲は非常に悪い。幼い頃に先代シャザムから勇者の候補者として見出されるが、純粋な心を持っていないことを見抜かれ、拒まれたことから、シャザムの力に固執しており、長年一人で彼の元へたどり着くべく調査し続けてきた。
幼いサデウス
演 - イーサン・プギオット
フレディ・フリーマン
演 - ジャック・ディラン・グレイザー
ビリーの養兄弟で親友。シャザムとなったビリーの正体を唯一知っている人物でもある。語り始めると周りが見えなくなるくらいの、スーパーマンやバットマンが好きなヒーローオタク。足が不自由で、歩行時は松葉杖を用いる。
スーパーフレディ
演 - アダム・ブロディ
フレディがシャザムの力で変身した姿。スーツの色は青。原典コミックと異なり、彼も大人の姿になる。
魔術師シャザム
演 - ジャイモン・フンスー
ビリー・バットソンにシャザムの力を与える異世界の魔法使い。かつて七つの大罪の魔物を封印した者達；魔術師評議会の一人で、最後の生き残り。遥か昔に一人の男を勇者に選んだが、その者は自身の復讐の為にその力を振るったことで、真の善人に力を継がせることを決意し、長年探し続けた。サデウスが七つの大罪の力を手に入れたことを機に、ビリーにシャザムの力を与え、消滅する。
ダーラ・ダドリー
演 - フェイス・ハーマン
ビリーの養姉妹。初対面のビリーにもすぐに抱き着くほどのハグ好きで人懐っこい。
スーパーダーラ
演 - ミーガン・グッド
ダーラがシャザムの力で変身した姿。スーツの色は紫。
メアリー・ブロムフィールド
演 - グレイス・フルトン
ビリーの養姉妹。大学への進学を希望している。
原典コミックでは「メアリー・バットソン」というビリーの双子の姉だが、本作では血のつながりはない。
スーパーメアリー
演 - ミシェル・ボース
メアリーがシャザムの力で変身した姿。スーツの色は赤。
ユージーン・チョイ
演 - イアン・チェン
ビリーの養兄弟。ゲーマーであり、政府のデータベースに侵入できるほどのハッカー。そのハッキング技術で、ビリーの母親を見つけた。
スーパーユージーン
演 - ロス・バトラー
ユージーンがシャザムの力で変身した姿。スーツの色はグレー。
ペドロ・ペーニャ
演 - ジョバン・アルマンド
ビリーの養兄弟。無口な性格。筋肉オタクで体を鍛えているが太め。
スーパーペドロ
演 - D・J・コトローナ
ペドロがシャザムの力で変身した姿。スーツの色は緑。
ローザ・バスケス
演 - マルタ・ミランズ
ビクターの妻。ビリーが序盤で入居するグループホームの家主。
ビクター・バスケス
演 - クーパー・アンドリュース
ローザの夫。ローザと共にグループホームの家主を務めている。
シヴァナ氏
演 - ジョン・グローヴァー
サデウスの父親で、シヴァナ社の社長。サデウスが幼少の頃、彼が原因で起こった交通事故によって負傷しており、それ以来車椅子で過ごしている。後に七つの大罪の力を得たサデウスに復讐され、会社の役員諸共皆殺しにされてしまう。
シド・シヴァナ
演 - ウェイン・ワード
サデウスの兄で、シヴァナ社の役員。七つの大罪の力を得て会社に乗り込んできた弟に真っ先に復讐され、窓から放り出され転落死させられてしまう。
若きシド
演 - ランドン・ドーク
マリリン・バットソン
演 - キャロライン・パルマー
ビリーの生き別れた母。とある事情から息子の前から失踪する。
ブレット・ブライヤー＆バーク・ブライヤー
演 - カーソン・マコーマック＆エヴァン・マーシュ
フレディをいじめの標的にしている兄弟。フレディに実母がいないことをからかったことからビリーの怒りに触れ、叩きのめされる。
ミスター・マインド
声 - デヴィッド・F・サンドバーグ（クレジットなし）
戦いの後、独房にいるサデウスの前に現れる謎の芋虫。彼に魔術を手に入れる手段は他にもあることを仄めかし、自分の元へと誘う。

## 日本語吹替
| 役名                       | 俳優                           | 日本語吹替        | 日本語吹替                                           |
| 役名                       | 俳優                           | 劇場公開版        | ザ・シネマ版                                         |
| -------------------------- | ------------------------------ | ----------------- | ---------------------------------------------------- |
| シャザム                   | ザッカリー・リーヴァイ         | 菅田将暉          | 草尾毅                                               |
| ビリー・バットソン         | アッシャー・エンジェル         | 緒方恵美          | 林勇                                                 |
| Dr.サデウス・シヴァナ      | マーク・ストロング             | 子安武人          | 加藤亮夫                                             |
| フレディ・フリーマン       | ジャック・ディラン・グレイザー | 阪口大助          | 村瀬歩                                               |
| スーパーフレディ           | アダム・ブロディ               | 小野大輔          | 小野塚貴志                                           |
| 魔術師シャザム             | ジャイモン・フンスー           | 杉田智和          | 山野井仁                                             |
| ダーラ・ダドリー           | フェイス・ハーマン             | 遠藤綾            | 八木侑紀                                             |
| スーパーダーラ             | ミーガン・グッド               | 遠藤綾            | 泊明日菜                                             |
| メアリー・ブロムフィールド | グレイス・フルトン             | 平野綾            | 福原綾香                                             |
| スーパーメアリー           | ミシェル・ボース               | 平野綾            | 福原綾香                                             |
| ユージーン・チョイ         | イアン・チェン                 | 宮島依里          | 川井田夏海                                           |
| スーパーユージーン         | ロス・バトラー                 | 北田理道          | 石毛翔弥                                             |
| ペドロ・ペーニャ           | ジョバン・アルマンド           | かぬか光明        | 粟野志門                                             |
| スーパーペドロ             | D・J・コトローナ               | 櫻井孝宏          | 粟野志門                                             |
| ローザ・バスケス           | マルタ・ミランズ               | 三石琴乃          | 魏涼子                                               |
| ビクター・バスケス         | クーパー・アンドリュース       | 楠大典            | 星野貴紀                                             |
| 幼いサデウス               | イーサン・プギオット           | 松本沙羅          | 千本木彩花                                           |
| シヴァナ氏                 | ジョン・グローヴァー           | 内田直哉          | さかき孝輔                                           |
| シド・シヴァナ             | ウェイン・ワード               | 北田理道          | 小野塚貴志                                           |
| マリリン(ビリーの母)       | キャロライン・パルマー         | 小林さやか        | 〆野潤子                                             |
| ブレット・ブライヤー       | カーソン・マコーマック         | 茂木たかまさ      | 時永ヨウ                                             |
| バーク・ブライヤー         | エヴァン・マーシュ             | 落合福嗣          | 矢野奨吾                                             |
| サンタクロース             | ブライアン・カウルバック       | 佐藤二朗          | 坂本くんぺい                                         |
| ミスター・マインド         | デヴィッド・F・サンドバーグ    | 辻親八            | 高橋研二                                             |
| カーニバルの警官           | マイケル・ザビエル             | 山本善寿          |                                                      |
| 警備員モラン               | クリフ・サンダース             | 辻親八            | 坂本くんぺい                                         |
| クロスビー博士             | ロッタ・ロステン               | 岡純子            | 中村綾                                               |
| レイチェル                 | ケイシャ・T・フレイザー        | 松浦裕美子        | 反町有里                                             |
| グローバー                 | アンディ・オーショー           | 石田嘉代          |                                                      |
| クワン                     | リサ・トルーオン               |                   | 河村梨恵                                             |
| 「強欲」                   | (声)ダリン・デ・ポール         | かぬか光明        |                                                      |
| 「妬み」                   | (声)スティーブン・ブルーム     | 楠大典            |                                                      |
| 「大食」                   | (声)スティーブン・ブルーム     |                   |                                                      |
| 「怒り」                   | (声)フレッド・タタショア       | 藤沼建人          | 中野泰佑                                             |
| 「驕り」                   | (声)フレッド・タタショア       | 後藤光祐          |                                                      |
| 「色欲」                   | (声)フレッド・タタショア       | 後藤光祐          |                                                      |
| 「怠惰」                   | (声)フレッド・タタショア       | 辻親八            |                                                      |
|                            |                                |                   |                                                      |
| その他声の出演             | その他声の出演                 | 志田有彩 高宮彩織 |                                                      |
| 日本語版制作スタッフ       |                                |                   |                                                      |
| プロデューサー             | プロデューサー                 |                   | 飯森盛良                                             |
| 監修                       | 監修                           | 福田雄一          |                                                      |
| 演出                       | 演出                           | 福田雄一          | 早川陽一                                             |
| 演出補                     | 演出補                         | 久保宗一郎        |                                                      |
| 翻訳                       | 翻訳                           | 佐藤恵子          | 小寺陽子                                             |
| 録音                       | 録音                           | 菊地一之          | 等々力スタジオ ブルーマウンテンスタジオ スタジオユニ |
| 調整                       |                                |                   | 等々力スタジオ ブルーマウンテンスタジオ スタジオユニ |
| 渉外担当                   | 渉外担当                       |                   | 米谷あかり                                           |
| 制作担当                   | 制作担当                       |                   | 邑中藍子                                             |
| 制作                       | 制作                           | 東北新社          | 東北新社                                             |
| 初回放送                   | 初回放送                       |                   | 2021年11月7日 21:00-23:30                            |

## 製作
2018年1月30日、本作の監督デヴィッド・F・サンドバーグが撮影開始を自身のインスタグラムで報告した。